# 불꽃 성운
불꽃 성운(영어: Flame Nebula, NGC 2024)은 오리온자리에 있는 발광 성운이다. 말머리 성운 바로 옆에 있다.
불꽃 성운은 삼태성에서 가장 밝은 별인 오리온자리 제타별 옆에 있으며, 밝기는 2등성 정도로 밝으나, 오리온자리 제타에 가려서 보이지 않는다. 수소와 가스로 이루어진 크기가 큰 편인 성운이다.
이 성운은 오리온자리 분자운 복합체의 일부이며, 말머리 성운도 그렇다. 적색편이 8.65 km/s이다.